# Malachit-Stachelleguan
Der Malachit-Stachelleguan (Sceloporus malachiticus), auch Malachitgrüner Stachelleguan genannt, ist ein Leguanartiger aus der Familie Phrynosomatidae und gehört innerhalb Gattung Sceloporus zu den am weitesten verbreiteten Vertretern. Die Art bewohnt überwiegend Kiefern- und Nebelwälder in Mittelamerika und erreicht eine Länge von bis zu 20 cm.

## Verbreitung und Lebensraum
Sceloporus malachiticus ist im tropischen Mittelamerika beheimatet und lässt sich in Guatemala, Honduras, bis über die Staaten Nicaragua, Costa Rica und weiter südlich bis nach Panama finden. Sie sind damit die wohl am weitesten südlich lebende Stachelleguan-Art. 
Die Stachelleguane bewohnen dort die Kiefern- und Nebelwälder zwischen 600 und 3800 Metern Höhe und versuchen in dieser relativ feuchten Umgebung trockene und möglichst warme Biotope zu besiedeln. Der Malachit-Stachelleguan ist ein vornehmlicher Baumbewohner und ist in seiner Heimat vorwiegend an Baumstämmen lichter Wälder, aber genauso auf felsigem Terrain zu finden. 
Die Lebensweise von Sceloporus malachiticus ist stark von der Höhe abhängig, in der die Tiere leben. So bevorzugen Tiere aus den unteren Höhenlagen Lebensräume bis in eine Höhe von ca. 12 m vom Boden, wobei Tiere aus den Hochlagen ihres Verbreitungsgebietes eher zur terrestrischen Lebensweise übergegangen sind. 
Die Temperaturen belaufen sich tagsüber auf 22 °C bis 25 °C, gelegentlich wärmen sich die Tiere aber auch an Sonnenstellen. Nachts sinken die Temperaturen im Sommer auf ca. 18 °C bis 20 °C und im Winter auf ca. 14 °C. 
Die Luftfeuchtigkeit beträgt tagsüber etwa 60–70 % und nachts ca. 85–95 %.
Malachit-Stachelleguane sind ovovivipar und fressen vornehmlich Insekten.

## Merkmale
Die Männchen erreichen eine Körperrumpflänge von 98 mm, Weibchen bleiben mit bis zu 94 mm etwas kleiner.
Malachit-Stachelleguane besitzen einen ausgeprägten Geschlechtsdimorphismus. Männchen sind auf Rücken und der Kopfoberseite malachitgrün gefärbt und haben während der Paarungszeit eine tiefblaue Kehle. Weibchen sind mit ihrem braungemusterten Farbkleid wesentlich schlichter. Die Tiere können ihre Färbung der Außentemperatur anpassen und sind insbesondere in den Morgenstunden beim Sonnenbaden dunkel bis schwarz gefärbt.